# 우원슝
우원슝(중국어 간체자: 吴文雄, 정체자: 吳文雄, 병음: Wú Wénxióng, 한자음: 오문웅, 1981년 2월 11일~)은 중화인민공화국의 전직 역도 선수이다. 2000년 하계 올림픽에서 밴텀급 은메달을 획득했다.

## 경력
우원슝은 1981년 광시 좡족 자치구 구이강시 핑난현 쓰왕진에 위치한 진파오촌이라는 마을에서 8남매 중 4남으로 태어났다.
가난한 가정 환경으로 인해 어린 시절부터 육체 노동에 종사했고 이를 눈여겨 본 학교 교사의 권유로 운동을 시작했으며 1991년 10살의 나이로 핑난현 체육 학교에 입학했다. 이후 1994년에 광시 체육 학교로 진학했고 졸업 후 1996년 광시 역도단에 입단했다.
1999년 중국 역도 국가대표로 발탁되었고 그 해 11월 그리스 아테네에서 열린 세계 선수권 대회에 참가하여 밴텀급 5위에 올랐다.